# Нандронга-Навоса (провинция)
Нандронга-Навоса (фидж. Nadroga-Navosa) — провинция Фиджи в составе Западного округа. Административный центр — город Сингатока.

## География
Провинция Нандронга-Навоса занимает юго-западную и центральную части острова Вити-Леву, самого большого острова в стране. Кроме того, в составе провинции Острова Маманута, остров Ватулеле и риф Тева-и-Ра, находящийся в 450 км к юго-западу от основной части страны.
В провинцию входят 9 округов (Ватулеле, Малоло, Маломало, Мбарави, Навоса, Насингатока, Руваилеву, город Сингатока, Туву) и 22 тикины.

## История
В ноябре 2014 года была попытка создать «христианские государства» в провинциях Ра и Нандронга-Навоса. Более 60 человек были задержаны, 16 участников сепаратистского движения попали под суд.

## Население
Согласно переписи 2007 года, в провинции проживало 58 387 человек, из которых 30 195 — мужчины, 28 192 — женщины.
По этническому составу преобладают фиджийцы (35 075 человек). 57,5 % фиджийцев провинции — методисты, 8,1 % — католики, 33,9 % — приверженцы других христианских течений. Второй по численности народ — фиджи-индийцы (22 140 человек), из которых 72,6 % — индуисты, 18 % — мусульмане, 8,4 % — христиане.

## Достопримечательности
В 3 км к западу от города Сингатока находятся песчаные дюны Сингатока — один из основных археологических и исторических памятников Фиджи. В 1989 году дюны стали первым национальным парком Фиджи. В 1999 году внесены в предварительный список всемирного наследия ЮНЕСКО.
На остров Монурики в 2000 году был снят фильм Роберта Земекиса «Изгой» с Томом Хэнксом в главной роли Чака Ноланда, единственного выжившего в авиакатастрофе, который был выброшен на берег и выжил 1500 дней в абсолютной изоляции.
Остров Ватулеле известен своими петроглифами, насчитывающим до 3000 лет.

## Транспорт
Ворота островов Маманута и Ясава — порт Нденарау на одноименном частном острове.
В провинции расположены несколько аэропортов: Малоло Лаилаи, Мана и Гастауэй на одноимённых островах.